# 第57回全国高等学校サッカー選手権大会
第57回全国高等学校サッカー選手権大会（だい57かいぜんこくこうとうがっこうサッカーせんしゅけんたいかい）は、1979年1月に行われた、全国高等学校サッカー選手権大会である。

## 概要
- キャッチフレーズ いま！青春のすべてをかけて

### 日程
- 開会式　1月1日
- 1回戦　1月2日・3日・4日
- 2回戦　1月5日
- 準々決勝　1月6日
- 準決勝　1月7日
- 決勝　1月8日

### 使用会場
- 国立霞ヶ丘競技場陸上競技場（準決勝・決勝）
- 西が丘サッカー場（1回戦～準々決勝）
- 埼玉県大宮公園サッカー場（1回戦～準々決勝）
- 駒沢オリンピック公園総合運動場陸上競技場（1回戦～2回戦）
- 三ツ沢公園球技場（1回戦）

## 出場校
北海道・東北
- 北海道代表 室蘭大谷
- 北奥羽代表 遠野（岩手県）
- 東北代表 仙台育英（宮城県）
- 西奥羽代表 西目農（秋田県）

関東
- 茨城県代表 古河一
- 北関東代表 宇都宮農（栃木県）
- 埼玉県代表 浦和南
- 千葉県代表 八千代
- 東京都代表 本郷
- 神奈川県代表 相模工大付
- 山梨県代表 韮崎

北信越・東海
- 新潟県代表 新潟工
- 信北代表 豊科（長野県）
- 北陸代表 金沢経大星稜（石川県）
- 静岡県代表 静岡学園
- 愛知県代表 愛知
- 三岐代表 四日市中央工（三重県）

近畿
- 京滋代表 守山（滋賀県）
- 大阪府代表 清風
- 兵庫県代表 御影工
- 紀和代表 大淀（奈良県）

中国
- 東中国代表 水島工（岡山県）
- 広島県代表 国泰寺
- 西中国代表 山口（山口県）

四国
- 南四国代表 徳島商（徳島県）
- 北四国代表 高松商（香川県）

九州
- 福岡県代表 福岡商
- 西九州代表 佐賀商（佐賀県）
- 長崎県代表 島原商
- 東九州代表 宮崎工（宮崎県）
- 鹿児島県代表 鹿児島実
- 沖縄県代表 コザ

## 試合

### 1回戦
- 本郷 2 - 0 守山
- 御影工 3 - 0 新潟工
- 四日市中央工 8 - 1 相模工大付
- 遠野 1 - 0 国泰寺
- 室蘭大谷 2 - 1 山口
- 浦和南 2 - 1 福岡商
- 清風 3 - 0 金沢経大星稜
- 佐賀商 1 - 0 西目農

- 愛知 2 - 1 宮崎工
- 鹿児島実 1 - 0 宇都宮農
- 徳島商 2 - 0 豊科
- 韮崎 0 - 0(PK4 - 3) 高松商
- 古河一 3 - 0 大淀
- 静岡学園 1 - 0 水島工
- 島原商 2 - 0 仙台育英
- 八千代 6 - 0 コザ

### 2回戦
- 本郷 1 - 1(PK5 - 3) 御影工
- 愛知 3 - 0 鹿児島実
- 徳島商 1 - 0 韮崎
- 室蘭大谷 1 - 0 浦和南

- 佐賀商 2 - 1 清風
- 古河一 0 - 0(PK5 - 4) 静岡学園
- 八千代 2 - 2(PK3 - 1) 島原商
- 四日市中央工 1 - 0 遠野

### 準々決勝
- 本郷 2 - 1 愛知
- 室蘭大谷 1 - 0 徳島商

- 古河一 3 - 0 佐賀商
- 八千代 1 - 0 四日市中央工

### 準決勝
- 室蘭大谷 2 - 0 本郷
- 古河一 3 - 2 八千代

### 決勝
- 古河一 2 - 1 室蘭大谷

## 得点王
- 高田敏 (八千代) 4得点

## 主な出場選手
- 田中真二 (浦和南)
- 今泉守正 (八千代)
- 田橋勝秀（浦和南）